# Вакханалия
Вакханалиите са римски празненства, вплитащи различни елементи от гръцките Дионисии. Те изглежда са били популярни и добре организирани в централната и южната част на италианския полуостров. Подобно на всички други мистични тайнства на древния свят много малко се знае за тези ритуали. Днес са влезли в езика като символ на веселие в чест на виното и бог Дионис.
Тит Ливий, около 200 години след събитията, описва скандализираща, изключително колоритна картина на вакханалията. Съвременната наука приема скептично неговите твърдения за неистовите ритуали, сексуалното насилие и от двата пола, всички възрасти и всички социални класи и култа като смъртоносен инструмент за заговор срещу управниците. Според Ливий седем хиляди лидери и сподвижници на култови течения биват арестувани, повечето от тях екзекутирани.
Римските сенатори внасят закон за реформиране на вакханалиите в 186 г. пр.н.е. в опит да контролират мащабите, организирането и духовното им водачество под заплаха от смъртно наказание. Бакхус, Либер и Дионис стават почти взаимозаменяеми по време на Републиканската ера.